# Gonzalagunia dependens
Gonzalagunia dependens är en måreväxtart som beskrevs av Hipólito Ruiz López och Pav.. Gonzalagunia dependens ingår i släktet Gonzalagunia och familjen måreväxter. Inga underarter finns listade i Catalogue of Life.